# Wilson Township (comté de Greene, Missouri)
Pour les articles homonymes, voir Wilson Township et Wilson.
Wilson Township est un ancien township du comté de Greene dans le Missouri, aux États-Unis,.